# Могошешти (Марамуреш)
Могошешти (рум. Mogoșești) насеље је у Румунији у округу Марамуреш у општини Сатулунг. Oпштина се налази на надморској висини од 156 m.

## Становништво
Према подацима из 2002. године у насељу је живело 756 становника.

### Попис2002.
| Расподела становништва по националности 2002.‍ | Расподела становништва по националности 2002.‍ | Расподела становништва по националности 2002.‍ | Расподела становништва по националности 2002.‍ | Расподела становништва по националности 2002.‍ |
| --------------------------------------------- | --------------------------------------------- | --------------------------------------------- | --------------------------------------------- | --------------------------------------------- |
|                                               |                                               |                                               |                                               |                                               |
| Румуни                                        | Румуни                                        |                                               | 643                                           | 85,1%                                         |
| Мађари                                        | Мађари                                        |                                               | 13                                            | 1,7%                                          |
| Роми                                          | Роми                                          |                                               | 100                                           | 13,2%                                         |